# Пролетарский (Погарский район)
Пролета́рский — посёлок в Погарском районе Брянской области. Входит в состав Юдиновского сельского поселения.

## География
Посёлок находится в южной части Брянской области, на расстоянии примерно 9 км (по прямой) к северо-востоку от города Погар, административного центра района.

### Часовой пояс
Посёлок Пролетарский, как и вся Брянская область, находится в часовой зоне МСК (московское время). Смещение применяемого времени относительно UTC составляет +3:00.

## История
Посёлок известен с 1930-х годов, в советское время работал колхоз им. Кирова. На карте 1941 года был отмечен как поселение с 33 дворами.

## Население
| 2010 | 2013 |
| ---- | ---- |
| 30   | ↗41  |

### Национальный состав
Согласно результатам переписи 2002 года, в национальной структуре населения русские составляли 98 % из 53 чел.